# مهندسی مارکوس
مهندسی مارکوس (انگلیسی: Marcos Engineering) شرکت خودروسازی بریتانیایی بود، که در سال ۱۹۵۹ تأسیس و در سال ۲۰۰۷ منحل شد.